# Черных, Роман Сергеевич
Роман Сергеевич Черных (15 сентября 1984, Сосновоборск) — российский хоккеист с мячом, заслуженный мастер спорта России по хоккею с мячом (2015), вратарь сборной России и клуба СКА-Уральский Трубник, шестикратный чемпион мира.

## Биография
Черных начал в 9 лет заниматься хоккеем с мячом в Красноярске.
До 2002 года он занимался в клубе «Лебедь». С 2005 года стал привлекаться в дубль «Енисея». Один сезон провел в Екатеринбурге. Вернувшись в Красноярск, стал основным вратарём «Енисея».
Участвовал в восьми чемпионатах мира. На чемпионате мира 2018 года признан лучшим вратарём турнира.

## Достижения
Чемпион России: 2014, 2015, 2016.
Серебряный призёр чемпионата России: 2018
Бронзовый призёр чемпионата России: 2010, 2012, 2013, 2017.
Финалист Кубка России: 2008, 2009, 2014, 2016, 2017.
Обладатель Кубка мира: 2011, 2015.
Финалист Кубка мира: 2010, 2017.
Обладатель Суперкубка России: 2016, 2018.
Финалист Суперкубка России: 2015, 2017
Чемпион мира: 2013, 2014, 2015, 2016, 2018, 2019
Серебряный призёр чемпионата мира: 2010, 2017
Победитель турнира на призы Правительства России: 2012.
- Включался в список 22 лучших игроков сезона: 2013, 2014, 2015, 2017, 2018, 2019.
- Лучший вратарь сезона: 2013, 2014, 2017, 2018, 2019.
- Лучший вратарь чемпионата мира 2018 года.[3].